# Rudolf Rabl

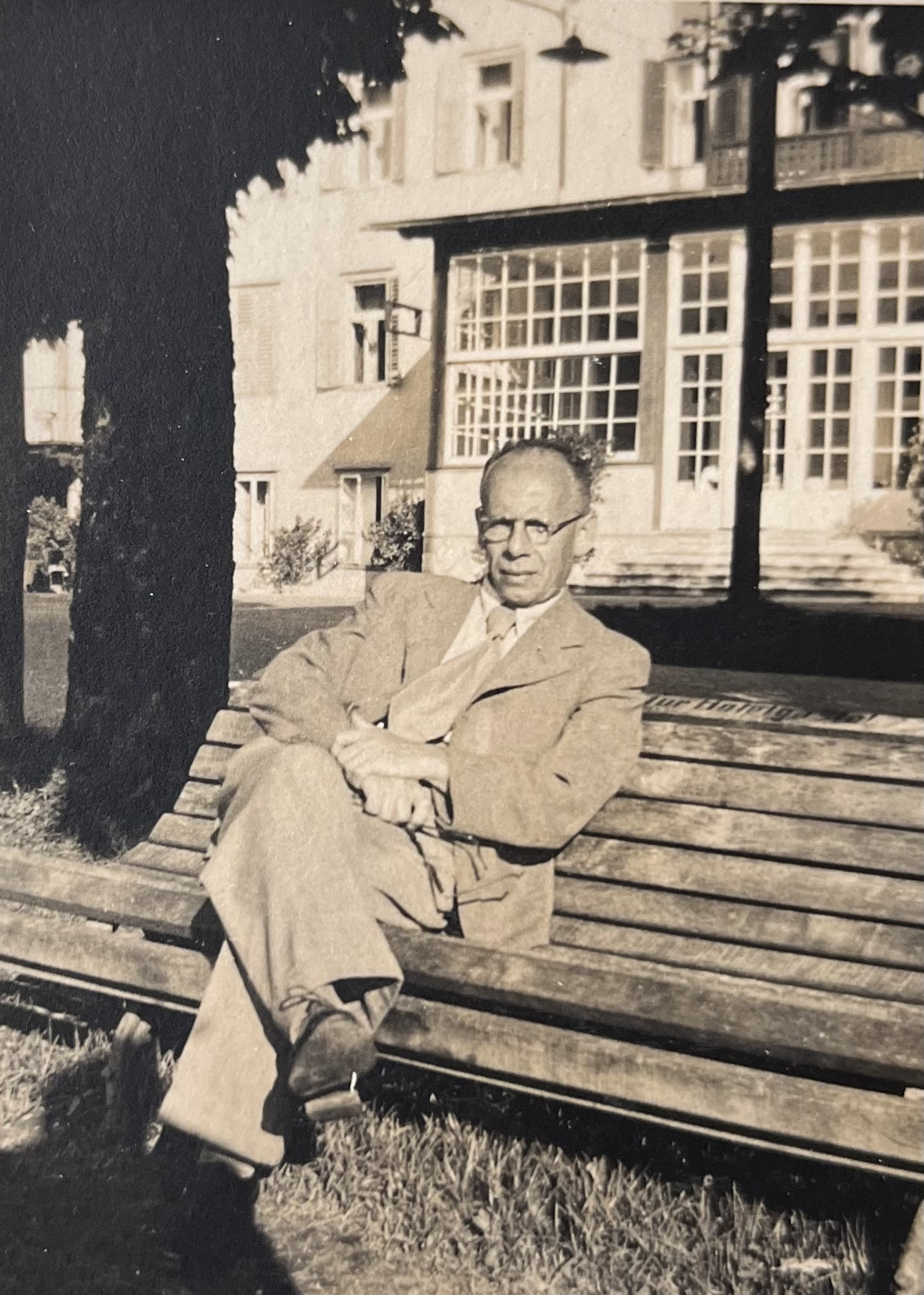
Rudolf Rabl

Rudolf Rabl (* 23. März 1889 in Jindřichův Hradec in Böhmen; † 20. August 1951 Newcastle in England) war ein tschechoslowakischer Jurist.

## Leben
Er absolvierte das Gymnasium in Pisek und studierte von 1908 bis 1913 Rechtswissenschaften an der tschechischen Karl-Ferdinands-Universität in Prag (1913 Promotion) sowie an der Universität Wien und der Universität Pisa. 1919 eröffnete er in Prag eine Rechtsanwaltskanzlei. Er bekannte sich bereits vor 1914 zur Freidenkerbewegung. Nach Beginn der Verfolgungen im Zuge der nationalsozialistischen „Machtergreifung“ im Deutschen Reich 1933 engagierte er sich in der Tschechoslowakei für die politischen und jüdischen Flüchtlinge, insbesondere für Sozialdemokraten und Kommunisten. Er war 1933 Mitgründer und dann stellvertretender Vorsitzender der in der gesamten Tschechoslowakei aktiven tschechischen Vereinigung zur Unterstützung deutscher Emigranten (Sdružení k podpoře německých emigrantů) in Prag, in der sich vor allem Aktivisten der 1932 aufgelösten tschechoslowakischen Sektion der Internationalen Roten Hilfe betätigten.
Nach der Besetzung der Tschechoslowakei durch das Deutsche Reich ab Oktober 1938 emigrierte er nach Großbritannien, sein Besitz wurde beschlagnahmt. Bis 1945 gehörte Rabl zu den Mitarbeitern der tschechoslowakischen Exilregierung in London.